# Baronia de Púbol
La baronia de Púbol fou una jurisdicció senyorial centrada en el castell de Púbol.
En el segle xiv la baronia passà a mans dels Campllong, una família de l'oligarquia burgesa ennoblida de Girona. El 1368, en Pere el Cerimoniós vengué la baronia, per 4.000 sous barcelonesos, a Jaspert de Campllong, notari major de Girona, tresorer del rei i, més tard, de la reina Sibil·la de Fortià, i donzell. El seu fill i hereu Jaume es casà amb la filla i hereva del metge reial Guillem Colteller, senyor de la baronia d'Esponellà. El 1399 la Pera, Pedrinyà i Caçà de Pelràs se separaren de la baronia i es construí el castell de la Pera. Amb tot, aquesta separació fou revocada l'any 1431.
Descendent dels Campllong fou Margarida de Campllong, senyora de les baronies de Púbol i d'Esponellà, que, el 1422, es casà amb en Bernat de Corbera, passant així la baronia al llinatge dels Corbera i, més tard, d'aquests als Requesens (Francesc de Requesens i de Corbera-Campllong), als Muntanyans-Horta (cognomenats Requesens-Campllong) i, ja en el segle xvii, als Turmo. Dels Turmo la baronia passa a mans dels Batlle i d'aquests als Miquel, que esdevingueren marquesos de Blondel de l'Estany.
El 10 de novembre de 1969 els últims hereus dels Miquel vengueren el castell de Púbol a Gala Dalí, dona d'en Salvador Dalí.